# Lorenzo Giustiniani

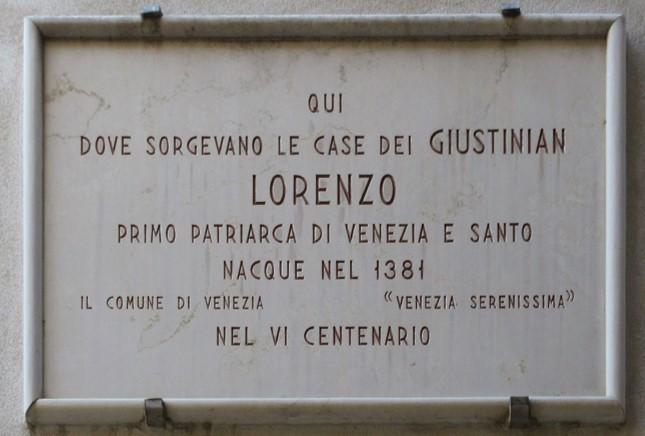
Casa natale di Lorenzo Giustiniani

Lorenzo Giustiniani (Venezia, 1º luglio 1381 – Venezia, 8 gennaio 1456) è stato un patriarca cattolico italiano, il primo a portare il titolo di patriarca di Venezia. Beatificato il 7 ottobre 1524 da papa Clemente VII e canonizzato ufficialmente da papa Benedetto XIII il 4 giugno 1724.

## Biografia

### Giovinezza
Nato il 1º luglio 1380 da Bernardo Giustiniani e da Querina Querini, nel 1404 fondò insieme ad altri due aristocratici veneziani, Antonio Correr e Gabriele Condulmer (poi eletto papa col nome di Eugenio IV), la congregazione dei Canonici di San Giorgio in Alga (C.R.S.G.A.).

### Carriera ecclesiastica

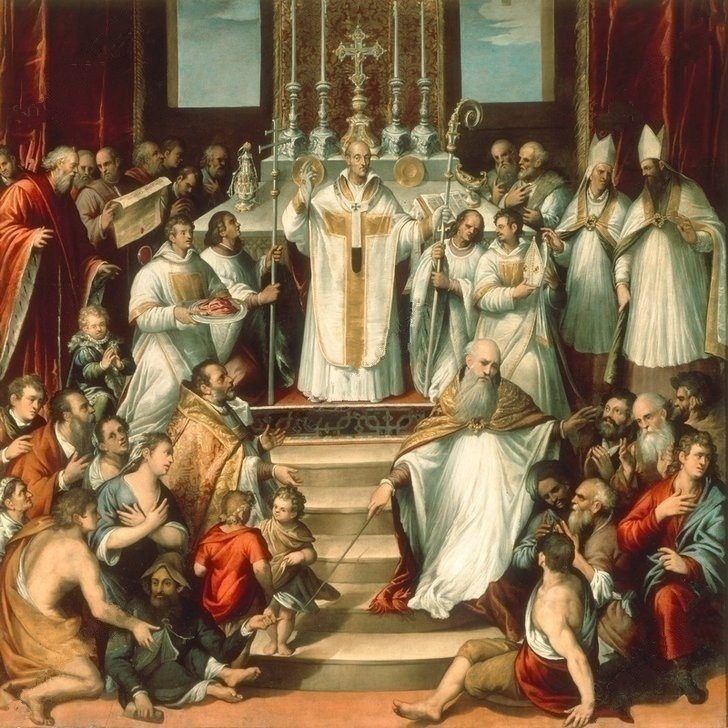
Tiburzio Passarotti, Elezione di san Lorenzo Giustiniani al Patriarcato di Venezia

Ordinato prete nel 1407, divenne priore dei monasteri di Sant'Agostino di Vicenza e dei Santi Fermo e Rustico di Lonigo. A Sant'Agostino riformò il monastero, rendendolo modello ideale di vita religiosa e pastorale, e si dedicò allo studio appassionato delle Scritture e dei Padri, di cui alimentò le sue opere ascetiche e mistiche che stanno a fondamento della spiritualità moderna. La vasta opera di riforma e di carità esplicata a S. Agostino gli meritò l’appellativo di "Vicentiae benefactor", attribuitogli dal vescovo Francesco Malipiero.
Tornato a Venezia fu anche eletto priore e poi generale (1424) dei Canonici di San Giorgio in Alga (C.R.S.G.A.).
Dopo la sua elezione al soglio di Pietro, il 12 maggio 1433 Eugenio IV lo nominò, nonostante la sua ritrosia ad abbandonare il convento di San Giorgio in Alga, vescovo di Castello, la diocesi dell'isola di Rialto: la chiesa cattedrale era a San Pietro in Olivolo. 
Quando papa Niccolò V, con la bolla dell'8 ottobre 1451, decretò la soppressione della dignità patriarcale di Grado e il suo trasferimento alla sede di Venezia, Lorenzo Giustiniani venne designato quale primo patriarca di Venezia. Nella sua nuova dignità patriarcale Giustiniani continuò il ritmo di riforma già impresso nella diocesi di Castello nella cura posta per l'elezione dei parroci, per la disciplina dei monasteri, con particolare cura per quelli femminii, e per un primo tentativo di apertura di un seminario precorrendo le riforme del concilio di Trento.
Durante la sua vita il patriarca Lorenzo Giustiniani godette di tale ascendente che nel 1453 fu prescelto come mediatore della pace tra la Repubblica di Venezia e Firenze..

### Morte
Ricoprì tale carica fino alla morte avvenuta l'8 gennaio 1456. Probabilmente, in suo ricordo, il pittore veneto Vittore Carpaccio scelse i suoi lineamenti per dipingere papa Ciriaco nei teleri della Storie di sant'Orsola, anziché prendere come modello il Papa coevo Alessandro VI.
Fu un personaggio di grandissima spiritualità, amato per la sua lungimirante ed attenta carità: per l'assistenza ai carcerati ispirò nel 1443 l'istituzione degli Avogadori de' poveri prigionieri.. Fu di un'umanità bonaria, piena di comprensione per coloro che vivono su questa terra e per i loro problemi quotidiani.
Il suo corpo è custodito nell'altare maggiore nella chiesa di San Pietro di Castello dove il santo è raffigurato in una scultura che sovrasta l'altare, opera di Clemente Moli del sec. XVII.

## Culto

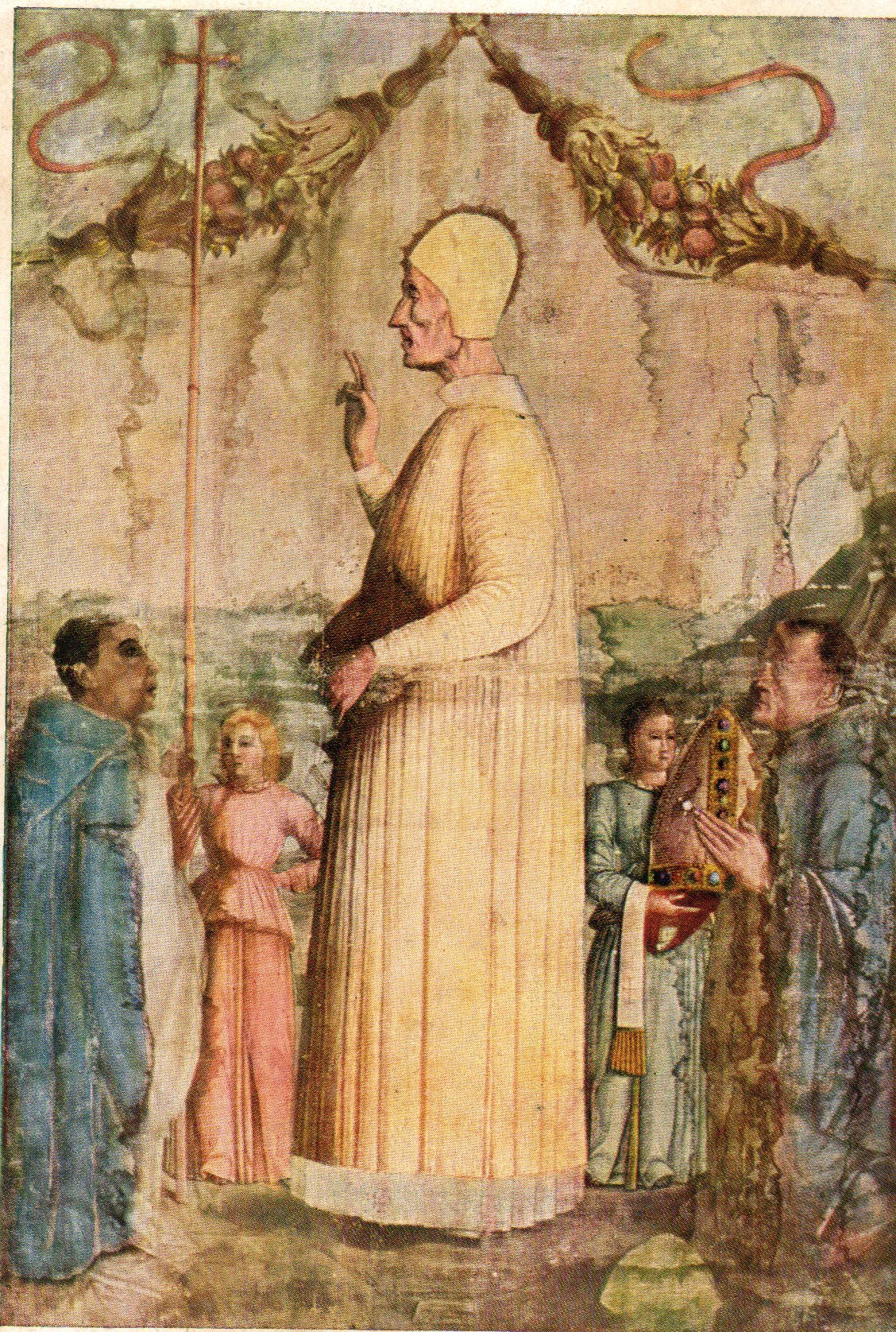
Gentile Bellini, Lorenzo Giustiniani, 1465, Venezia, Gallerie Accademia

È stato beatificato da papa Clemente VII il 7 ottobre 1524 e canonizzato nel 1690 da papa Alessandro VIII, che era il veneziano Piero Ottobon eletto papa nel 1689, ma la canonizzazione ufficiale è avvenuta solamente il 4 giugno 1724 per opera di papa Benedetto XIII.
La festa di San Lorenzo Giustiniani nella Repubblica di Venezia aveva però origini anteriori. Il 18 luglio 1524 papa Clemente VII aveva concesso la recita dell'ufficio proprio e la celebrazione della messa del Beato Giustiniani in tutto il dominio veneto e permesso la pubblica esposizione della sua immagine. Nel 1525 fu fatta una solenne processione a San Marco e una a San Pietro di Castello. L'8 gennaio 1526 fu ripetuta la festa a Castello e scoperta l'urna che conteneva i venerati resti. Prima della disposizione pontifica del 1524 la festa veniva già celebrata nella chiesa della Madonna dell'Orto dove i canonici regolari di San Giorgio in Alga avevano eretto un altare al Beato Giustiniani.
La sua memoria liturgica è fissata al giorno 8 gennaio (il suo dies natalis); nella messa tridentina si ricorda, invece, il 5 settembre. Nella ricorrenza della festa di San Lorenzo Giustiniani, patrono di Venezia, il doge si recava nella cattedrale di Castello dove assisteva alla messa. Il patriarca incontrava il doge nel campo a metà strada tra la riva e la chiesa nel posto dove si trova una pietra bianca che è visibie ancora oggi.
San Lorenzo Giustiniani fu patrono dei pistori (fornai) e di molte confraternite veneziane di presbiteri.
Le monache giustinianee, appartenenti a una congregazione di canonichesse regolari sorta in Spagna sul modello dei canonici di San Giorgio in Alga, lo onorano come patrono e fondatore. A lui è dedicata una chiesa di Mestre.
È con San Marco evangelista e la Santissima Annunziata patrono principale di Venezia.

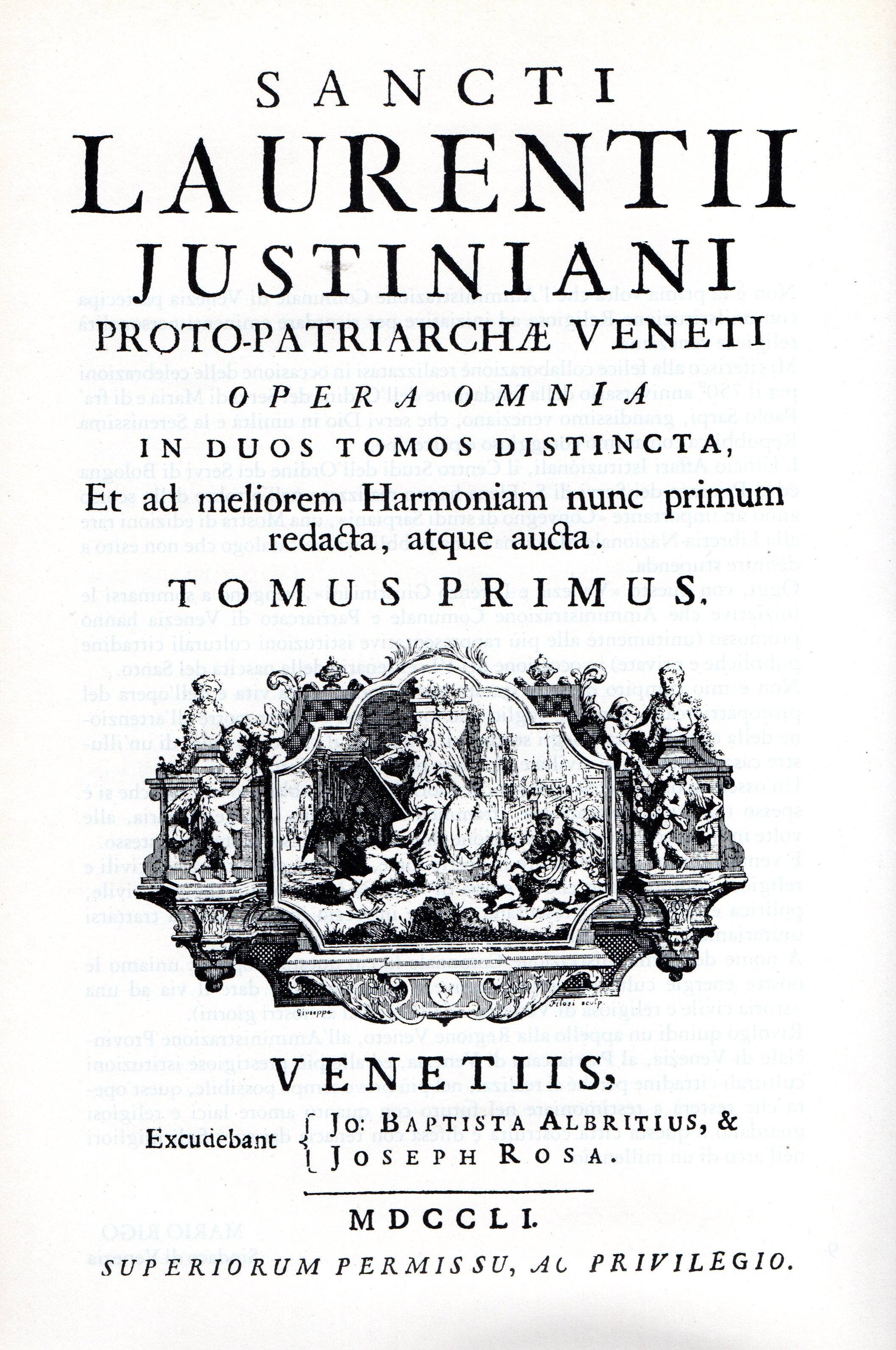
Lorenzo Giustiniani, 1751

## Successione apostolica
La successione apostolica è:
- Vescovo Belforte Spinelli (1434)
- Arcivescovo Fantino Dandolo (1445)

## Opere

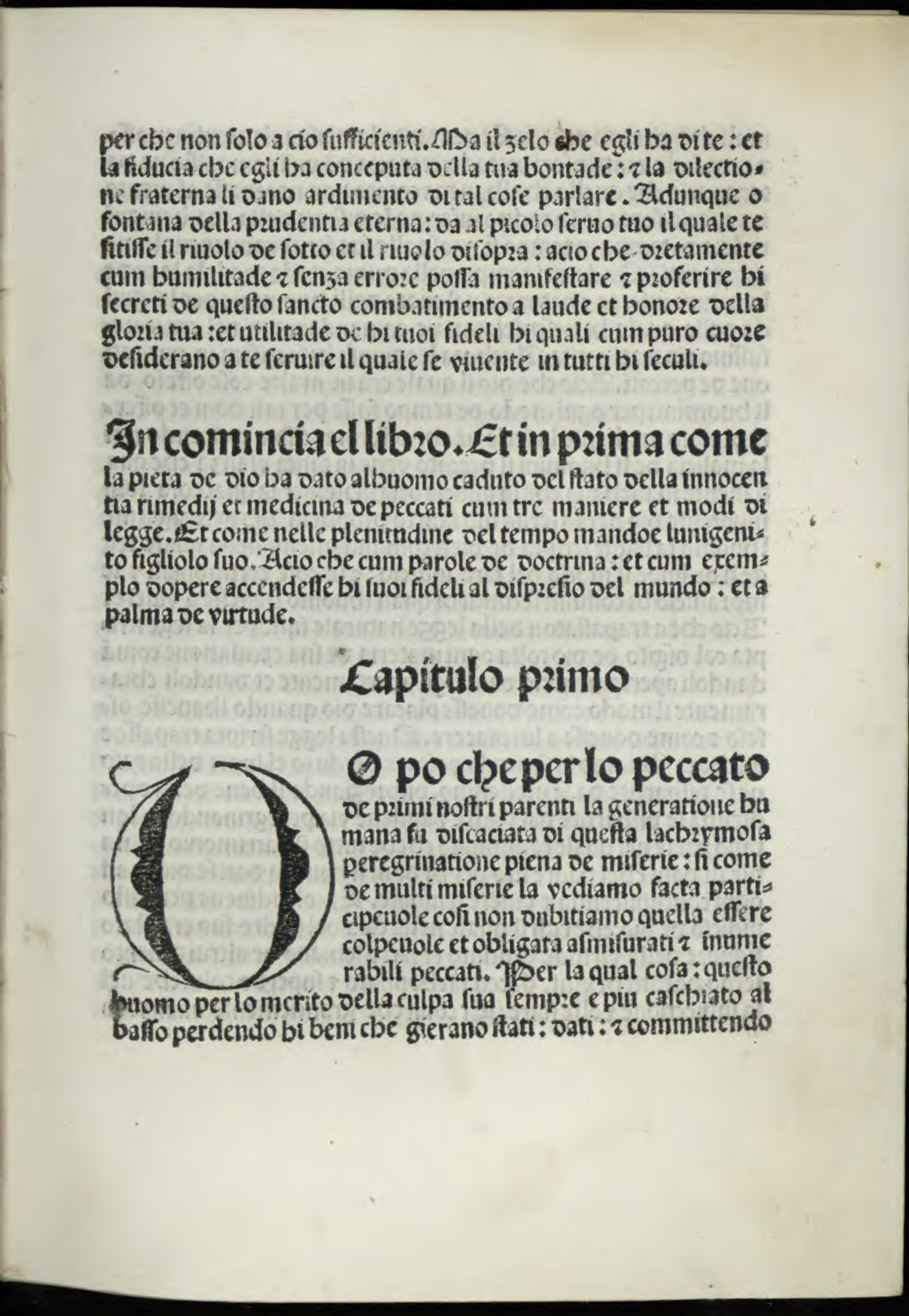
De disciplina et perfectione monastica conversationis

- Lorenzo Giustiniani, De disciplina et perfectione monastica conversationis, Venezia, Bernardino Benali, Anno MCCCCLXXXXIIII […] a XX de octobrio del anno supra notato. URL consultato il 7 marzo 2015.
- Lorenzo Giustiniani, Elevazione a Dio. Colloqui scelti tra le opere del Santo, Venezia, Studium Cattolico Veneziano, 1956

- Sancti Laurentii Justiniani protopatriarchae Veneti, Opera omnia in duos tomo distincta, Venetiis, MDCCLI.
- Lignum vitae, 1419.
  - De disciplina et perfectione monastica conversationis, 1425.
- De triumphali agone mediatoris Christi, 1426.
- De sermone Domini in coena o Fasciculus amoris in coena Domini, 1426.
- De Interiori conflictu, 1429.
- De complanctu Ecclesiae o De compuctione et complanctu christianae perfectionis et animae reformatione ad perfectionem, 1429.
- De vita solitaria,1431.
- De corpore Christi et sanguine o Sermo de corpore Chisti, 1431.
- De contemptu mundi,1432.
- De perfectionis gradibus, 1455.
- De oboedientia.
- De humilitate.
- De spirituali et casto connubio Verbi et animae.
- De spirituali interitu animae o De morte et resurrectione animae.
- De officio pastorali o De regimine et institutione praelatorum.
- Sermones de sanctis.
- Epistolae.